# I Promised Myself
«I Promised Myself» (en español «Me lo prometí») es una canción escrita e interpretada originalmente por Nick Kamen. Fue lanzada como sencillo dos veces; primero en su álbum de estudio Move Until We Fly en 1990, y luego como remix en 2004. La versión original de la canción alcanzó la cima de las listas de éxitos en Austria y Suecia. En 2004, la canción fue versionada por el grupo A*Teens. En 2009, la canción fue también versionada por el músico de eurodance Basshunter y por el cantante español José Galisteo. El inicio del tema está inspirado en A Little Respect de Erasure.

## Personal
- Nick Kamen: voces y guitarra eléctrica
- Paul Muggleton: sintetizadores y secuenciador
- Bob Noble: sintetizadores
- Toby Andersen: batería y caja de ritmos
- Jolie Jones: coros

## Formatos y lista de canciones
CD Maxi Sencillo
- 1. «I Promised Myself» —
- 2. «You Are» —
- 3. «Don't Hold Out» —
- 4. «Tell Me» —

Sencillo de 7"
- 1. «I Promised Myself» — 03:55
- 2. «You Are» — 03:58

Maxi Sencillo de 12"
- 1. «I Promised Myself» (Extended Version) — 05:40
- 2. «I Promised Myself» — 03:55
- 3. «You Are» — 03:58

### Certificaciones
| País     | Certificación | Fecha                | Ventas  |
| -------- | ------------- | -------------------- | ------- |
| Austria  | Oro           | 3 de julio de 1990   | 15 000  |
| Alemania | Oro           | 1990                 | 150 000 |
| Suecia   | Oro           | 22 de agosto de 1990 | 10 000  |

### Posicionamiento en listas
| Lista (1990)  | Posición más alta |
| ------------- | ----------------- |
| Austria       | 1                 |
| España        | 2                 |
| Holanda       | 4                 |
| Alemania      | 5                 |
| Suecia        | 1                 |
| Suiza         | 3                 |
| Reino Unido   | 50                |
| Listas (2004) | Posición          |
| Ultratop 50 1 | 6                 |

1 Versión de 2004
| Listas a fin de año (1990) | Posición más alta |
| -------------------------- | ----------------- |
| Austrian Singles Chart     | 3                 |
| Swiss Singles Chart        | 2                 |

## Versión de A*Teens
A-Teens realizó una versión de esta canción y fue lanzada como sencillo de su último álbum Greatest Hits. Esta versión fue producida por Grizzly y Tysper. Y fue una de las tres nuevas canciones las otras dos eran originales mientras que el resto fue una compilación de sus éxitos. La canción fue el único sencillo nuevo del álbum.

### Formatos y sencillos
| Sencillo Europeo en CD |                                        |          |  |
| N.º                    | Título                                 | Duración |  |
| 1.                     | «I Promised Myself» (Radio Version)    | 3:32     |  |
| 2.                     | «I Promised Myself» (Extended Version) | 4:44     |  |

| CD Maxisencillo Europeo |                                               |          |  |
| N.º                     | Título                                        | Duración |  |
| 1.                      | «I Promised Myself» (Radio Version)           | 3:32     |  |
| 2.                      | «I Promised Myself» (Extended Version)        | 4:44     |  |
| 3.                      | «I Promised Myself» (The Attic Radio Version) | 3:28     |  |
| 4.                      | «I Promised Myself» (The Attic Remix)         | 5:55     |  |

### Video musical
El video fue dirigido por Gustav Jonhson y fue filmado en Suecia. Fue el último video del grupo donde muestra a los miembros de la banda apareciendo sobre escenas de sus videos anteriores e interactuando con ellos mismos cuando eran adolescentes como una despedida del grupo (que se separó tras promocionar este sencillo), pero mostrando a la vez una amistad viva entre ellos. 
El video fue un éxito en Suecia y Latinoamérica alcanzando el número 1 en los conteos de MTV (MTV Top Ten Argentina) y fue el video número 23 de los más reproducidos en el año por MTV Sur América y el lugar 34 en MTV México. La canción llegó al número 1 en Tu Música (Argentina), #6 en Música Total (Argentina), #7 en MTV Top Ten México, y #12 en Much Music Top 20 Argentina.

## Versión de Basshunter
«I Promised Myself» es el segundo sencillo perteneciente al álbum de estudio Bass Generation del músico de eurodance sueco Basshunter. El sencillo fue lanzado al mercado el 30 de noviembre de 2009 tal y como está anunciado en la página del artista en Hard2Beat Records. El vídeo musical de la canción fue subido al portal de vídeos YouTube el 15 de octubre de 2009.

### Formatos y lista de canciones
| CD Sencillo |                                         |          |  |
| N.º         | Título                                  | Duración |  |
| 1.          | «I Promised Myself» (Radio Edit)        | 2:37     |  |
| 2.          | «I Promised Myself» (Pete Hammond Edit) | 3:11     |  |

| CD Maxisencillo |                                           |          |  |
| N.º             | Título                                    | Duración |  |
| 1.              | «I Promised Myself» (Extended Mix)        | 4:07     |  |
| 2.              | «I Promised Myself» (7th Heaven Remix)    | 6:06     |  |
| 3.              | «I Promised Myself» (Pete Hammond Remix)  | 6:58     |  |
| 4.              | «I Promised Myself» (7th Heaven Edit)     | 2:58     |  |
| 5.              | «I Promised Myself» (Bad Behaviour Remix) | 5:11     |  |
| 6.              | «I Promised Myself» (Hixxy Remix)         | 5:37     |  |
| 7.              | «I Promised Myself» (Pete Hammond Edit)   | 3:13     |  |
| 8.              | «I Promised Myself» (Radio Edit)          | 2:37     |  |

### Posicionamiento en listas
| País        | Lista (2009)         | Posición más alta |
| ----------- | -------------------- | ----------------- |
| Alemania    | Deutsche-DJ-Playlist | 89                |
| Reino Unido | Singles Top 100      | 94                |

## Otras versiones
- La canción fue versionada por el cantante español José Galisteo en su álbum Remember de 2007.
- La canción también fue versionada por la banda Dead or Alive en su último álbum de estudio Fragile del  2000.